# Kunstjahr 1505
Liste der Kunstjahre

◄ | 1501 | 1502 | 1503 | 1504 | Kunstjahr 1505 | 1506 | 1507 | 1508 | 1509 | ► | ►►

Weitere Ereignisse
Dieser Artikel behandelt das Kunstjahr 1505.

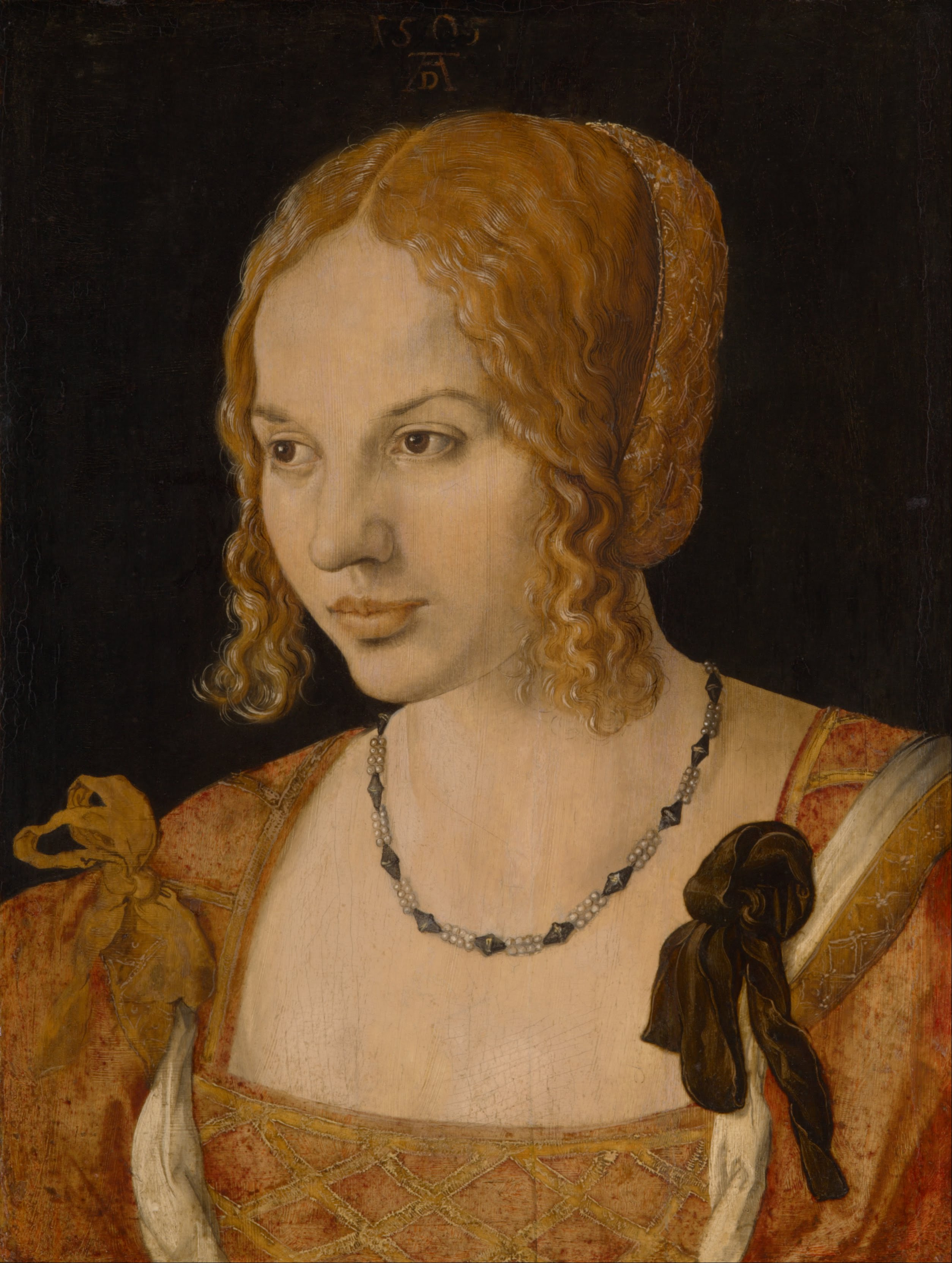
Dürer: Die junge Venezianerin

## Ereignisse
- Leonardo da Vinci vollendet nach dreijähriger Arbeit das Gemälde Mona Lisa.
- Sodoma malt einen großen Freskenzyklus aus dem Leben des Heiligen Benedikt für das Kloster Monte Oliveto Maggiore und um dieselbe Zeit die Kreuzabnahme, jetzt in der Pinacoteca Nazionale di Siena.
- Lucas Cranach der Ältere erhält in Wittenberg eine Anstellung als Hofmaler bei Kurfürst Friedrich dem Weisen von Sachsen. Er übernimmt die zuvor von Jacopo de’ Barbari geleitete Malerwerkstatt im Wittenberger Schloss, zu deren Aufgaben nicht nur die Ausstattung von Kirchen und Schlössern mit Gemälden, sondern auch Entwürfe von Festdekorationen gehören. Cranach beschäftigt sich bald auch mit Druckgrafiken, insbesondere Holzschnitten.
- Albrecht Dürer reist für ein Jahr nach Venedig.

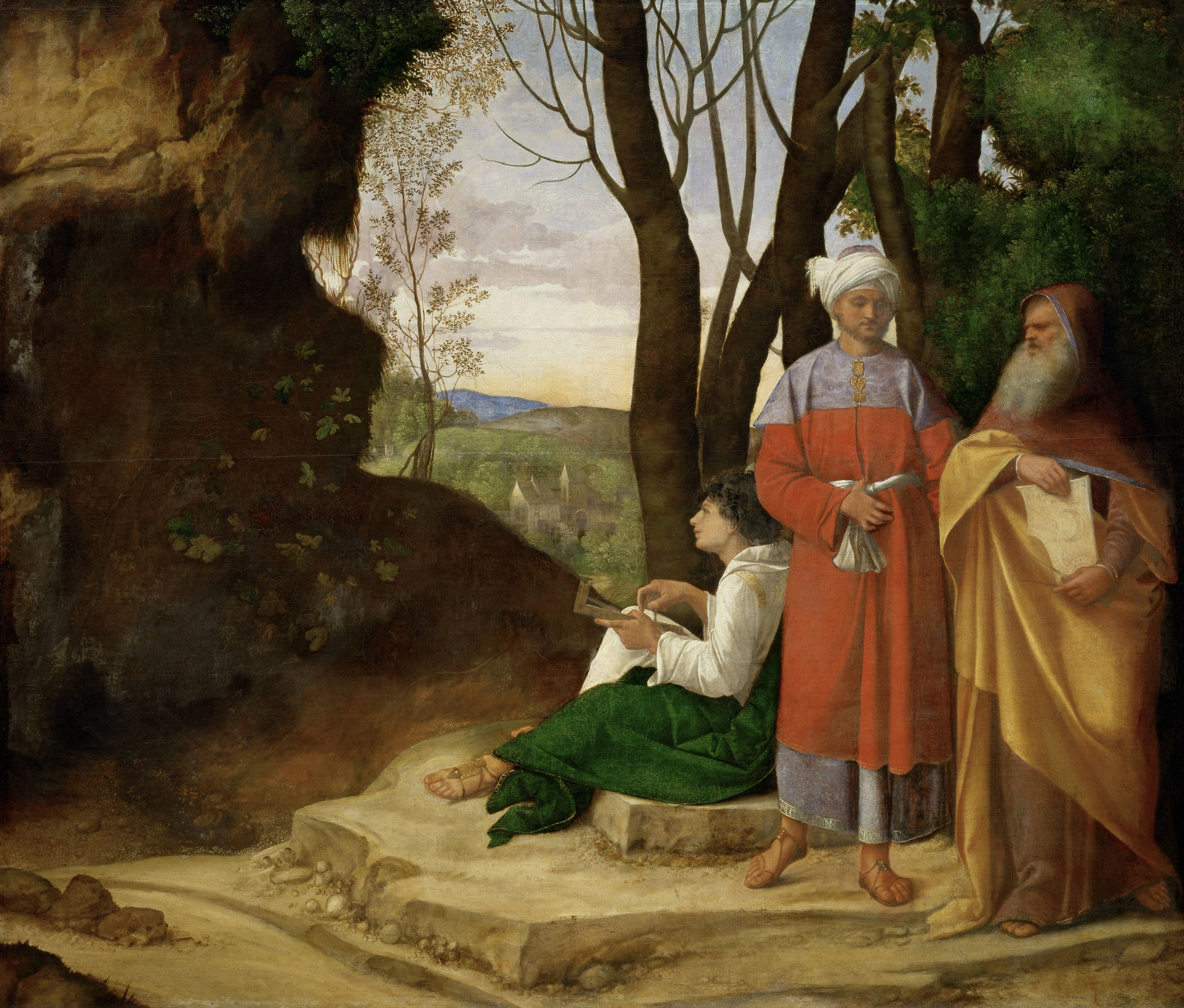
Die drei Philosophen

- um 1505: Giorgione fertigt das Gemälde Die drei Philosophen.

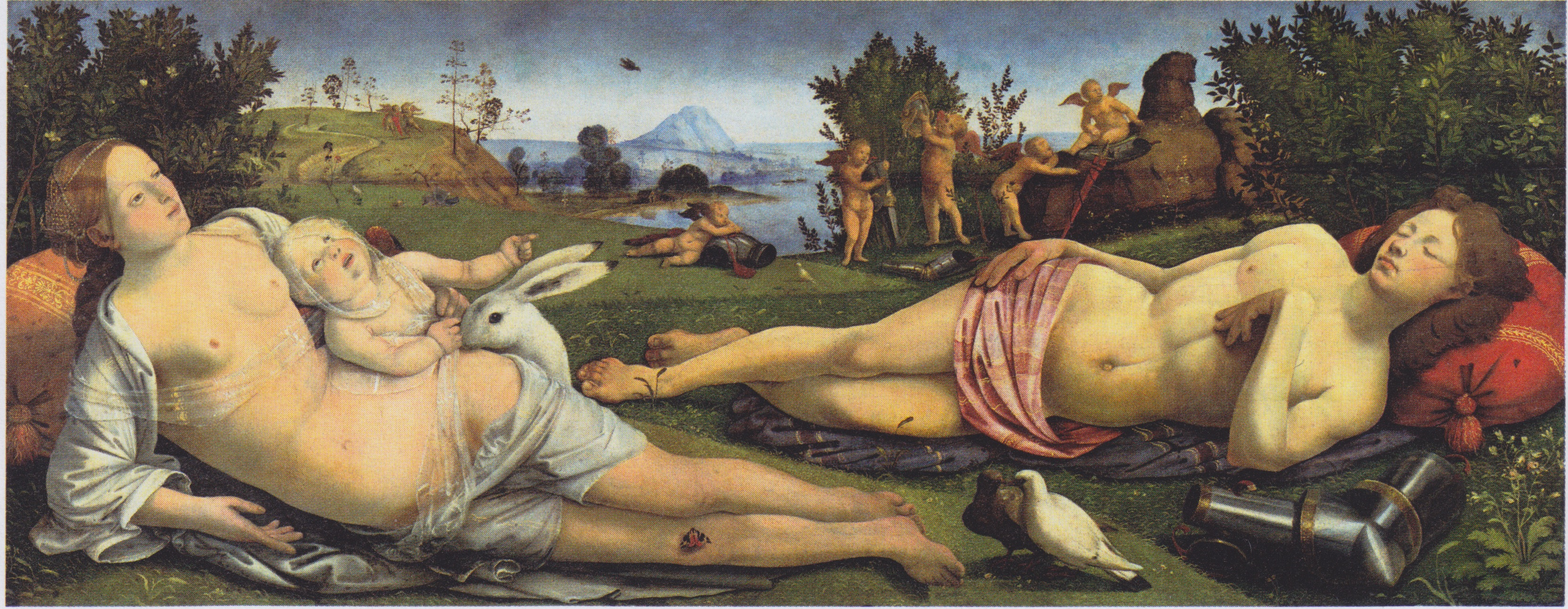
Venus, Mars und Amor

- um 1505: Piero di Cosimo malt Venus, Mars und Amor.
- um 1505: Die Fibel der Claude von Frankreich entsteht.

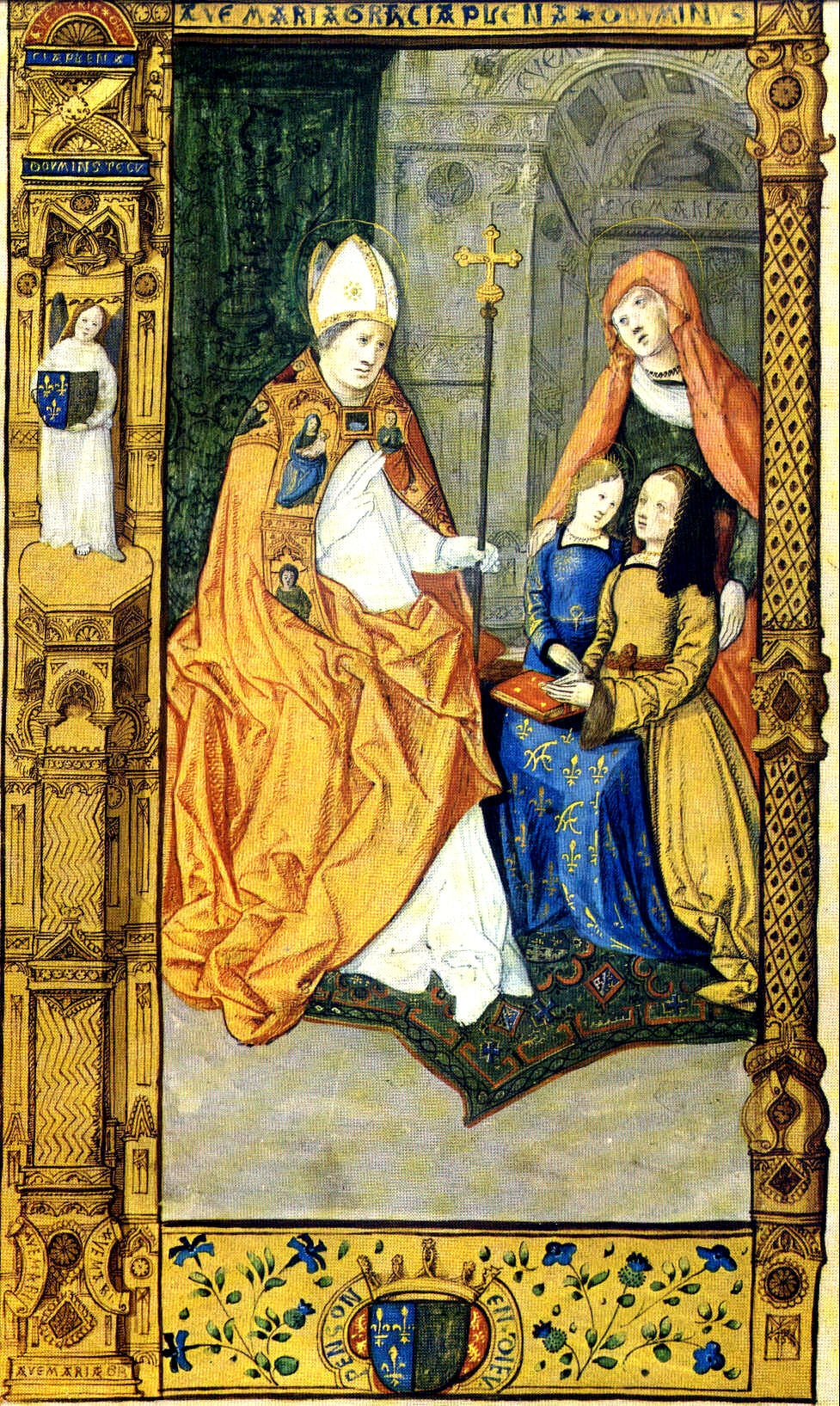
Claude mit Schutzheiligen
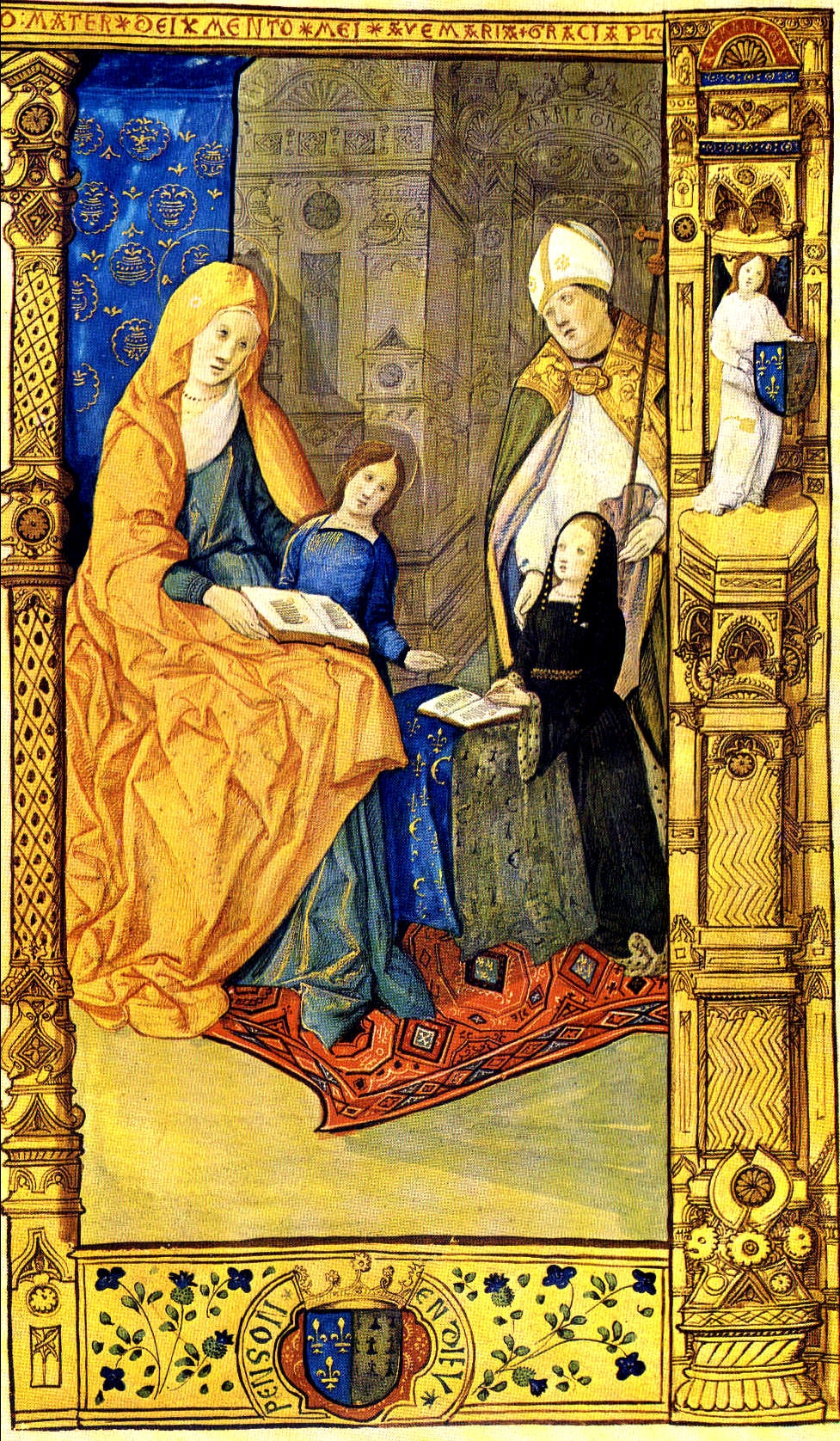
Claude mit Schutzheiligen

## Geboren

### Genaues Geburtsdatum unbekannt
- Pomponio Amalteo, italienischer Maler († 1588)
- Jakob Seisenegger, deutscher Maler der Renaissance († 1567)

### Geboren um 1505
- Jörg Wickram: deutscher Schriftsteller, Goldschmied und Maler († 1562)
- Lambert Lombard, flämischer Maler und Architekt († 1566)

## Gestorben
- Matthäus Böblinger, deutscher Baumeister (* 1450)
- Hans Schüchlin, deutscher Maler in Ulm